# Jan Akkersdijk
Jan Jacob Akkersdijk (* 8. Januar 1887 in Ngrantjak, Niederländisch-Indien; † 31. März 1953) war ein niederländischer Fußballspieler.
Im April und Mai 1908 machte Akkersdijk, der zu dieser Zeit für CVV Velocitas Breda spielte, zwei Länderspiele für die niederländische Nationalmannschaft; die Spiele gegen Belgien (3:1) und Frankreich (4:1) fanden beide auf dem Sparta-Gelände in Rotterdam statt. Zum Sieg gegen die Franzosen trug der Stürmer in der 60. Minute mit einem Treffer zum 3:0-Zwischenstand bei.